# 37 Рака
37 Рака (лат. 37 Cancri) — звезда, которая находится в созвездии Рака. Звезда удалена на расстояние 373 световых лет и имеет видимую звёздную величину +6.54, то есть не может быть видна невооружённым глазом, но её можно разглядеть в бинокль. Это карлик белого цвета спектрального класса А главной последовательности.

## Характеристики
37 Рака массивнее Солнца в 2.5 раза, радиус превышает солнечный в 1.8 раза. Светимость звезды превышает солнечную в 27 раз, температура поверхности составляет около 9725 Кельвинов. 37 Рака отдаляется от Солнечной системы со скоростью 28 км/с.